# Casa del Pueblo (Uruguay)

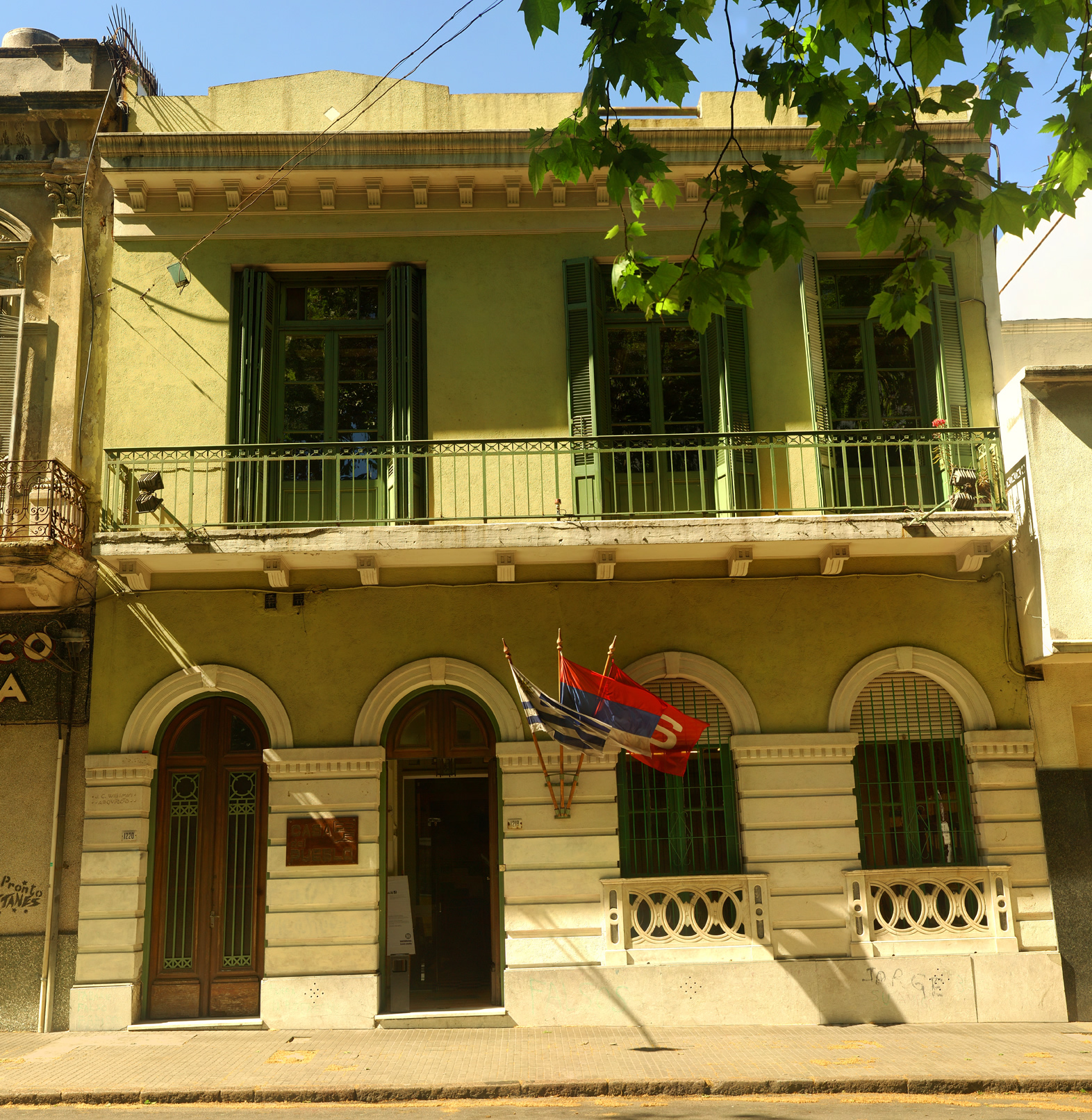
Fachada de la Casa del Pueblo en 2007, sede del Partido Socialista del Uruguay.

En Uruguay, se conoce como Casa del Pueblo al lugar donde se encuentra la sede del Partido Socialista del Uruguay, una de las agrupaciones integrantes del Frente Amplio. Está ubicada en la calle Soriano Nº 1218, en el centro de Montevideo.
La primera Casa del Pueblo fue fundada a principio del siglo XX por obreros de la construcción y a partir de 1910, cuando se funda el Partido Socialista del Uruguay, pasa a ser la sede de todos los miembros de este partido en todo el país.
Hoy hay Casa del Pueblo en todos los departamentos del Uruguay y en muchos barrios de Montevideo.
Es además visitada por muchos uruguayos todos los años durante la celebración del Día del Patrimonio.

## Historia
Emilio Frugoni, en ese entonces Secretario General del Partido Socialista de Uruguay, compra el 15 de diciembre de 1955 el padrón 4625, solar 19 de la calle Soriano entre Yí y Cuareim, al Sr. Luciano M. Potenze que era su dueño desde el año 1924. Para poner el funcionamiento la Casa del Pueblo como se dio en llamar la sede central del Partido Socialista de Uruguay.

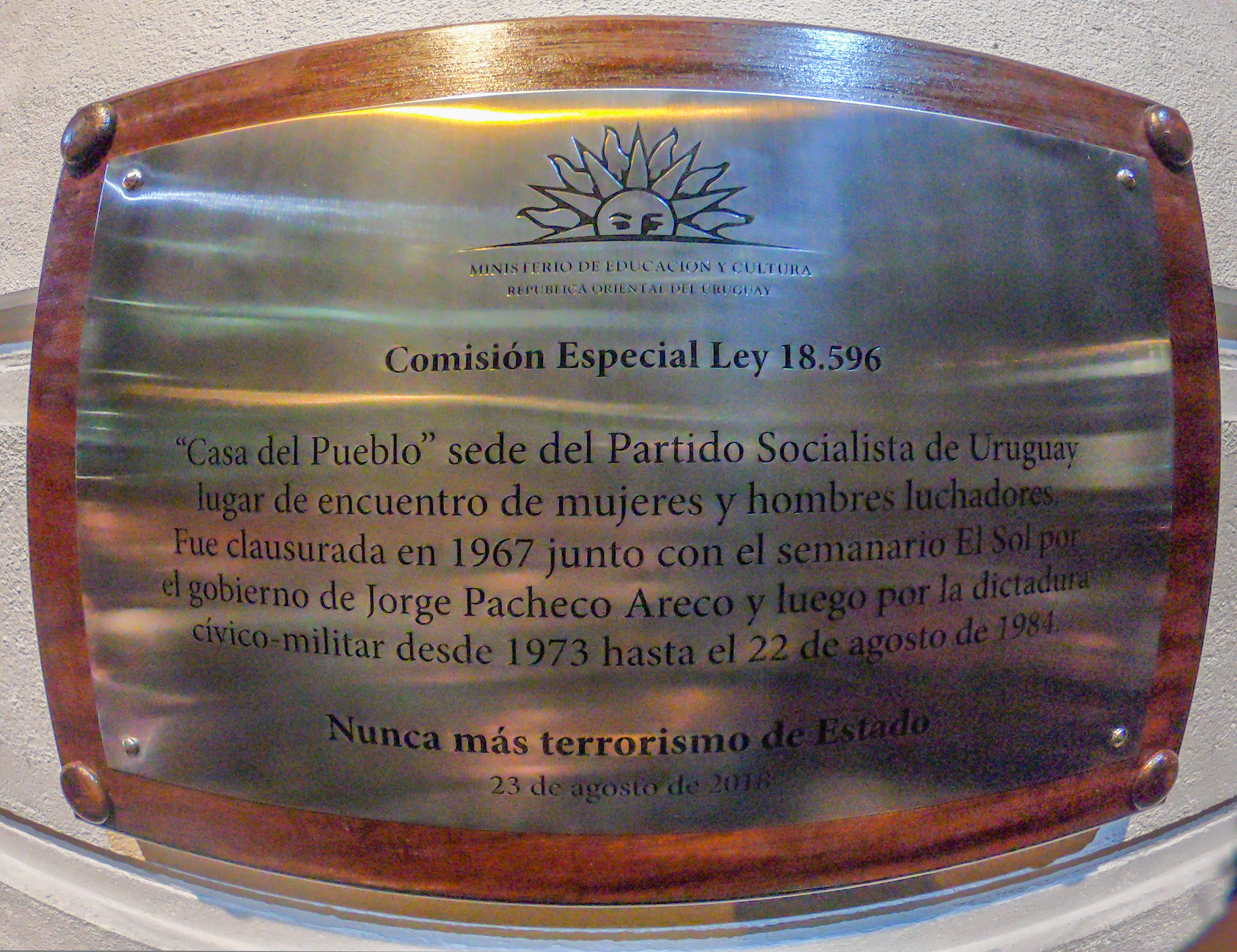
Placa en Casa Del Pueblo, Montevideo, Uruguay

En diciembre de 1967 el Partido Socialista de Uruguay es ilegalizado por Pacheco y la Casa del Pueblo cerrada, saqueada y tapiada por los militares. Se produce la reapertura de la misma a fines de 1970. Vuelto a ilegalizar el PS tras el golpe de Estado en 1973 la Casa se vuelve a cerrar y es reabierta el 22 de agosto de 1984 por parte del Dr. José Pedro Cardoso, Secretario General del Partido Socialista en aquel momento. La reapertura se realizó en un acto público en el cual el Dr. José Pedro Cardoso rompió con una maceta de albañil la pared de bloques construida para tapiar la puerta de ingreso al local.

Dr. José Pedro Cardoso rompiendo la tapia de las puertas de Casa del Pueblo en 1984, cuando la dictadura militar devolvió la Sede al PS.